# Liste der Gemeinden im Komitat Heves
Diese Liste umfasst die Städte und Gemeinden des Komitats Heves in Ungarn.

## Städte

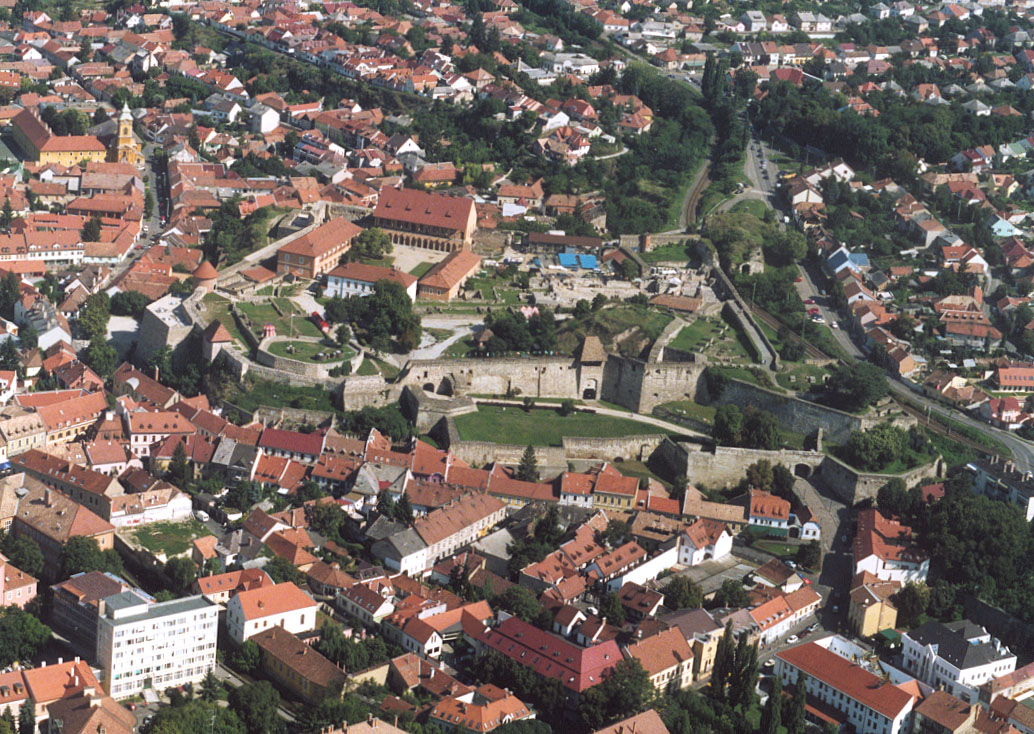
Luftaufnahme von Eger

| Stadt        | Fläche (km²) |
| ------------ | ------------ |
| Eger         | 92,24        |
| Bélapátfalva | 36,63        |
| Füzesabony   | 46,34        |
| Gyöngyös     | 55,31        |
| Gyöngyöspata | 60,75        |
| Hatvan       | 66,17        |
| Heves        | 99,31        |
| Lőrinci      | 23,53        |
| Kisköre      | 68,42        |
| Pétervására  | 33,87        |
| Verpelét     | 53,18        |

## Großgemeinden
- Kál
- Parád
- Recsk

## Gemeinden
| - Abasár - Adács - Aldebrő - Andornaktálya - Apc - Átány - Atkár - Balaton - Bátor - Bekölce - Besenyőtelek - Boconád - Bodony - Boldog - Bükkszék - Bükkszenterzsébet - Bükkszentmárton - Csány - Demjén - Detk - Domoszló - Dormánd - Ecséd | - Egerbakta - Egerbocs - Egercsehi - Egerfarmos - Egerszalók - Egerszólát - Erdőkövesd - Erdőtelek - Erk - Fedémes - Feldebrő - Felsőtárkány - Gyöngyöshalász - Gyöngyösoroszi - Gyöngyössolymos - Gyöngyöstarján - Halmajugra - Heréd - Hevesaranyos - Hevesvezekény - Hort - Istenmezeje | - Ivád - Kápolna - Karácsond - Kerecsend - Kerekharaszt - Kisfüzes - Kisnána - Kompolt - Kömlő - Ludas - Maklár - Markaz - Mátraballa - Mátraderecske - Mátraszentimre - Mezőszemere - Mezőtárkány - Mikófalva - Mónosbél - Nagyfüged - Nagykökényes - Nagyréde | - Nagytálya - Nagyút - Nagyvisnyó - Noszvaj - Novaj - Ostoros - Pálosvörösmart - Parádsasvár - Pély - Petőfibánya - Poroszló - Rózsaszentmárton - Sarud - Sirok - Szajla - Szarvaskő - Szentdomonkos - Szihalom - Szilvásvárad - Szúcs - Szűcsi | - Tarnabod - Tarnalelesz - Tarnaméra - Tarnaörs - Tarnaszentmária - Tarnaszentmiklós - Tarnazsadány - Tenk - Terpes - Tiszanána - Tófalu - Újlőrincfalva - Vámosgyörk - Váraszó - Vécs - Visonta - Visznek - Zagyvaszántó - Zaránk |